# Symphony (canción de Imagine Dragons)
«Symphony» (en español: «Sinfonía») es una canción del grupo de pop rock estadounidense Imagine Dragons, escrita y compuesta por la agrupación, el productor neozelandés Joel Little y los compositores Talay Riley y Adio Marchant, para su quinto álbum de estudio «Mercury – Acts 1 & 2», en dónde forma parte del «Act 2».
El tema sería promocionado como un sencillo del álbum por KIDinaKORNER e Interscope Records el 7 de noviembre de 2022. Meses más tarde, una segunda versión de «Symphony» fue publicada el 23 de junio de 2023, junto a la Inner City Youth Orchestra of Los Angeles y en colaboración con Coke Studio.

## Composición
«Symphony» se enfoca en reflexionar acerca de la vida, haciendo uso de metáforas musicales para describir cómo es la interconexión de las experiencias y relaciones humanas. Líricamente hablando, sugiere un viaje desde el egocentrismo hasta la comprensión de la importancia de los demás, simbolizado a través de las imágenes de una sinfonía donde diferentes instrumentos representan diferentes aspectos de la vida y las relaciones. En la sesión de preguntas y respuestas en vivo de «Mercury – Act 2», llevada a cabo el 24 de junio de 2022, Dan Reynolds habló sobre el significado de la canción y su proceso de escritura junto a Rick Rubin:

«Yo tenía miedo de interpretarle a Rick Rubin esa canción, esa es la verdad; porque había una ternura en eso, y Rick ha hecho tantas cosas geniales y pesadas que, cuando algo es lindo, no sé si vería eso y se reiría de mí, o lo vería y diría "esto es lindo y cool". Así que, cuando la interpreté, él dijo: "Me encanta esta canción, es genial, es una gran composición pop". [...] Y repasamos la letra y mencionó que esta es una canción que suena bastante alegre, pero si realmente miras la letra, en realidad es bastante melancólica, y eso hace que funcione. Entonces, revisamos el segundo verso y hubo algunos puntos en los que él es como esa parte que me emociona un poco de una manera triste, casi como el puente; así que cambiamos algunas cosas como si él me hiciera ir a la otra habitación y revisar la letra para encontrar una manera de bajar. [...] Hubo mucho de eso en la grabación, y «Symphony» terminó siendo una de mis canciones favoritas del álbum simplemente porque tiene esa alegría, y hay muchas cosas pesadas en el disco, por lo que de alguna manera rompe la pesadez.»

## Video Visualizador
El video visual de «Symphony» fue lanzado el 7 de noviembre de 2022. Estuvo dirigido por Matt Eastin, y muestra algunos fragmentos de la banda en el escenario, durante el «Mercury World Tour». Meses más tarde, como parte de una colaboración con Coke Studio, la banda lanzó un segundo video musical de la canción, estando acompañados de la orquesta Inner City Youth de Los Ángeles.

## Presentaciones en vivo
«Symphony» fue interpretada por primera vez el 5 de agosto de 2022 en la presentación llevada a cabo en el Rice-Eccles Stadium en Provo, Utah, durante la segunda etapa del «Mercury World Tour» en los Estados Unidos, junto a otros temas pertenecientes a «Mercury – Acts 1 & 2»: «Younger», «Sharks», «Ferris Wheel» y y «I'm Happy».

## Lista de canciones
| Disco 2: Mercury – Act 2 |            |                 |          |  |
| N.º                      | Título     | Artista(s)      | Duración |  |
| 2.                       | «Symphony» | Imagine Dragons | 2:55     |  |

## Créditos
Adaptados de Tidal y el booklet de «Mercury – Acts 1 & 2».
Symphony
- Interpretado por Imagine Dragons.
- Escrito por Dan Reynolds, Wayne Sermon, Ben McKee, Daniel Platzman, Joel Little, Talay Riley, Adio Marchant.
- Publicado por Imagine Dragons Publishing (BMI) / Universal/KIDinaKORNER, (APRA) – EMI Blackwood Music Inc. (APRA / BMI), Universal Music Corp./Ole Soul Publishing (ASCAP), EMI April Music, Inc. obo itself y Whataboutfran (ASCAP).
- Producido y Grabado por Joel Little.
- Mezclado por Serban Genea.
- Ingeniería de Mezcla por John Hanes.
- Mezclado en “MixStar Studios” (Virginia Beach, Virginia).
- Masterizado por Randy Merrill en “Sterling Sound” (Nueva York).

℗ 2022 KIDinaKORNER/Interscope Records
Imagine Dragons
- Dan Reynolds: Voz.
- Wayne Sermon: Guitarra.
- Ben McKee: Bajo.
- Daniel Platzman: Batería.

## Listas de Popularidad
| Lista (2022)               | Máxima posición |
| -------------------------- | --------------- |
| Eslovaquia (Radio Top 10)  | 1               |
| Francia (SNEP)             | 41              |
| San Marino (SMRRTV Top 50) | 4               |

## Certificaciones
| País (Organismo certificador) | Certificaciones | Ventas certificadas |
| ----------------------------- | --------------- | ------------------- |
| Francia (SNEP)                | Oro             | 100,000             |

## Historial de lanzamiento
| Región        | Fecha              | Formato                       | Sello discográfico              |
| ------------- | ------------------ | ----------------------------- | ------------------------------- |
| Todo el Mundo | 1 de julio de 2022 | CD Descarga digital Streaming | KIDinaKORNER Interscope Records |